# Lijst van personen uit München
Dit is een lijst van personen uit München, de hoofdstad van de Duitse deelstaat Beieren. Het gaat om personen die hier zijn geboren.

## A
- Benno Adam (1812-1892), kunstschilder
- Leopold Ahlsen (1927-2018), schrijver en theaterregisseur

## B
- Andreas Baader (1943-1977), terrorist
- Markus Babbel (1972), voetballer
- Gracia Baur (1982), popzangeres
- Franz Beckenbauer (1945-2024), voetballer, -trainer en sportbestuurder
- Lou Bega (1975), zanger
- Elisabeth in Beieren (Sisi) (1837-1898), keizerin van Oostenrijk
- Isabella van Beieren (1371-1435), koningin van Frankrijk
- Lodewijk II van Beieren (1845-1886), koning van Beieren
- Maria Anna van Beieren (1574-1616), aartshertogin van Binnen-Oostenrijk
- Sophie in Beieren (1847-1897), hertogin in Beieren en hertogin van Alençon-Orléans
- Olga Benário Prestes (1908-1942), Duits-Braziliaans communistisch militant
- Fabian Benko (1998), voetballer
- Hans Bergen (1890–1957), Generalleutnant tijdens de Tweede Wereldoorlog
- Hans Christian Blech (1915–1993), acteur
- Moritz Bleibtreu (1971), acteur
- Günther Blumentritt (1892-1967), generaal
- Eva Braun (1912-1945), maîtresse en echtgenote van Adolf Hitler
- Felix Brych (1975), voetbalscheidsrechter
- Eduard Buchner (1860-1917), scheikundige en Nobelprijswinnaar (1907)

## C
- Tarık Çamdal (1991), Turks voetballer
- Diego Contento (1990), voetballer
- Carl Correns (1864-1933), bioloog
- Charles De Coster (1827-1879), Belgisch schrijver

## D
- Hanne Darboven (1941-2009), conceptueel kunstenares
- Barbara Dennerlein (1964), hard bop-jazzorganist
- Anton Dostler (1891-1945), generaal
- Lena Dürr (1991), alpineskiester

## E
- Cordelia Edvardson (1929-2012), Zweeds journalist van Duits-Joodse afkomst
- Mehmet Ekici (1990), Duits-Turks voetballer
- Magda Evertse (1920-2012), Nederlandse muziekpedagoge

## F
- Harold Faltermeyer (1952), filmcomponist en muzikant
- Siegfried Fehmer (1911-1948), Gestapo-officier
- Lion Feuchtwanger (1884-1958), schrijver
- Dimitri Frenkel Frank (1928-1988), Nederlands toneelacteur, recensent, filmregisseur, toneel-, scenario- en romanschrijver
- Gregor Frenkel Frank (1929-2011), Nederlands acteur, presentator en tekstschrijver
- Christina Fuchs (1963), jazzmuzikante
- Stephan Fürstner (1987), voetballer

## G
- Florian Gallenberger (1972), scenarioschrijver en regisseur
- Martina Gedeck (1961), actrice
- Rupprecht Geiger (1908-2009), schilder en beeldhouwer
- Natalie Geisenberger (1988), rodelaarster
- Peter Gojowcyk, tennisser
- Berkant Göktan (1980), voetballer
- Max Greger (1926-2015), bigbandleider, jazzmuzikant, saxofonist en dirigent
- Ceyhun Gülselam (1987), Turks voetballer

## H

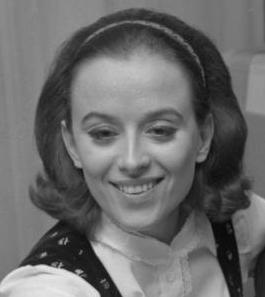
Ingeborg Hallstein

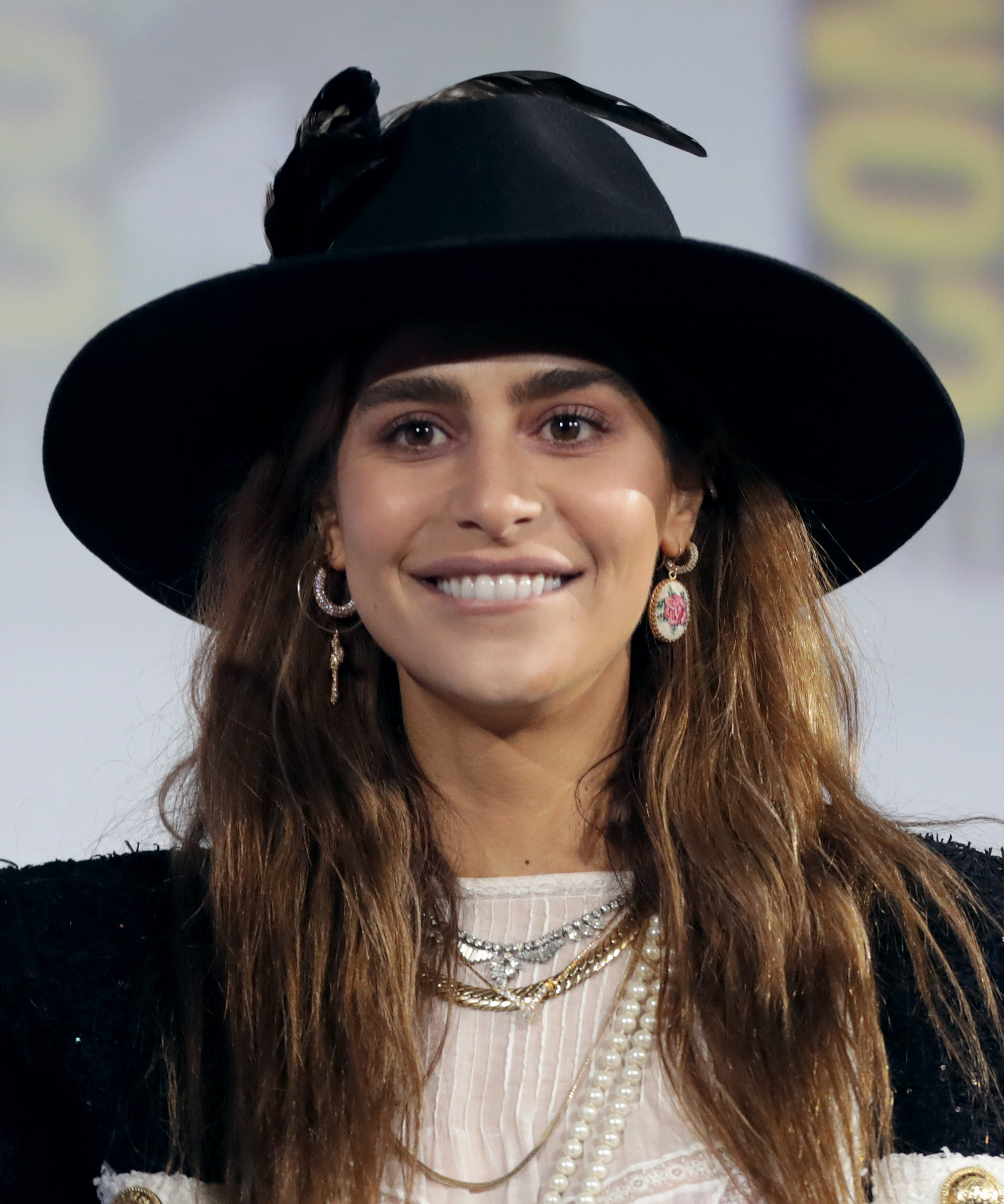
Nadia Hilker, 2019

- Ingeborg Hallstein (1936), operazangeres
- Masashi Hamauzu (1971), componist
- Michael Haneke (1942), filmregisseur
- Sylvia Hanika (1959), tennisster
- Maxi Herber (1920-2006), kunstschaatsster
- Irm Hermann (1942-2020), actrice
- Werner Herzog (1942), filmregisseur, -producer en -schrijver, acteur
- Manfred Hiemer (1961-2023), rallynavigator
- Nadia Hilker (1988), actrice en model
- Heinrich Himmler (1900-1945), nazikopstuk, hoofd van de SS
- Vanessa Hinz (1992), biatlete
- Thomas Hitzlsperger (1982), voetballer
- Heinrich Hollreiser (1913-2006), dirigent
- Thomas Höpker (1936-2024), fotograaf
- Ernst Horn (1949), muzikant
- Robert Huber (1937), biochemicus en Nobelprijswinnaar (1988)
- Anna Hübler (1885-1976), kunstschaatsster

## J
- Traudl Junge (1920-2002), secretaresse van Adolf Hitler
- Curd Jürgens (1915-1982), Oostenrijks acteur

## K
- Günther Kaufmann (1947-2012), acteur
- Jonas Kaufmann (1969), operazanger
- Marina Kiehl (1965), alpineskiester
- Tanja Klein (1969), Oostenrijks wielrenster
- Marianne Koch (1931), filmactrice
- Georges J.F. Köhler (1946-1995), bioloog en Nobelprijswinnaar (1984)
- Josef Kramer (1906-1945),  Duits concentratiekampcommandant
- Peter Kraus (1939), acteur en zanger
- Lilly Krug (2001), actrice

## L
- Philipp Lahm (1983), voetballer
- Franzl Lang (1930-2015), jodelaar
- Moritz Leitner (1992), Oostenrijks-Duits voetballer
- Else Lindorfer (1917-1965), Nederlandse kunstschilderes
- Heinrich Lossow (1843-1897), Genre kunstschilder en illustrator van onder andere pornografische afbeeldingen
- Feodor Felix Konrad Lynen (1911-1979), biochemicus en Nobelprijswinnaar (1964)

## M
- Maria Josepha van Beieren (1739-1767), keizerin van het Heilige Roomse Rijk
- Klaus Mann (1906-1949), schrijver
- Franz Marc (1880-1916), expressionistisch schilder
- Gisela Mauermayer (1913-1995), olympisch kampioene discuswerpen
- Rosi Mittermaier (1950-2023), alpineskiester
- Rudolf Mössbauer (1929-2011), natuurkundige en Nobelprijswinnaar (1961)
- Rosemary Murphy (1927-2014), Amerikaans actrice

## N
- Angelika Niebler (1963), advocaat, politica
- Georg Niedermeier (1986), voetballer

## O
- Carl Orff (1895-1982), componist
- Josef Oberhauser (1915-1979), Duitse oorlogsmisdadiger, de enige persoon die ooit is veroordeeld wegens misdaden tegen de menselijkheid in Bełżec
- Yannik Oettl (1996), voetballer

## P
- Aleksandar Pavlović (2004), voetballer
- Arno Allan Penzias (1933-2024), Amerikaans natuurkundige en Nobelprijswinnaar (1978)
- Günter Perl (1969), voetbalscheidsrechter
- Monika Pflug (1954), schaatsster
- Philipp Plein (1978), modeontwerper

## Q
- Albrecht von Quirnheim (1905-1944), officier en verzetsman

## R
- Hans Rebele (1943-2023), voetballer
- Wolfgang Reitherman (1909-1985), Duits-Amerikaans filmregisseur, tekenaar en producent
- Sigi Renz (1938-2025), wielrenner
- Susi Riermeier (1960), langlaufster, atlete
- Chris Roberts (1944-2017), schlagerzanger
- Ernst Röhm (1887-1934), minister en leider van de Sturmabteilung (SA) van de Nationaalsocialistische Duitse Arbeiderspartij
- Jeri Ryan (1968), Amerikaans actrice

## S
- Benedikt Saller (1992), voetballer
- Nicola Sansone (1991), Italiaans voetballer
- Max Scheler (1874-1928), filosoof
- Adolf Schlagintweit (1829-1857), bergbeklimmer en ontdekkingsreiziger
- Eduard Schlagintweit (1831-1866), schrijver, poëet en militair
- Emil Schlagintweit (1835-1904), schrijver, botanicus, bergbeklimmer en wetenschapper van het boeddhisme in Tibet
- Hermann Schlagintweit (1826-1882), natuurvorser, bergbeklimmer en ontdekkingsreiziger
- Robert Schlagintweit (1833-1885), bergbeklimmer, geograaf en ontdekkingsreiziger
- Benno Schmitz (1994), voetballer
- Manfred Schnelldorfer (1943), kunstschaatser
- Nettie Sutro (1889-1967), Duits-Zwitserse historica, vertaalster en vluchtelingenhelpster
- Ferdinand Schörner (1892-1973), generaal-veldmaarschalk
- Ludwig von Schwanthaler, beeldhouwer
- Hans-Georg Schwarzenbeck (1948), voetballer
- Frank Shorter (1947), Amerikaans langeafstandsloper
- Walter Sickert (1860-1942), Engels kunstschilder
- Wilhelm Simetsreiter (1915-2001), voetballer
- Linus Straßer (1992), alpineskiër
- Hugo Strasser (1922-2016), klarinettist, componist en bigbandleider
- Franz Josef Strauß (1915-1988), politicus
- Richard Strauss (1864-1949), componist
- Angelo Stiller (2001), voetballer
- Marc Streitenfeld (1974), componist van filmmuziek
- Tobias Strobl (1990), voetballer

## T
- Richard Talmadge (1892-1981), Amerikaans acteur, stuntman en filmregisseur
- Rosalie Thomass (1987), actrice
- Tomcraft (1975-2024), dj en producer
- Richard Trautmann (1969), judoka
- Gerhard Tremmel (1978), voetballer

## U
- Tobias Unger (1979), atleet

## V
- Karl Valentin (1882-1948), cabaretier

## W
- Lara Wendel (1965), actrice
- Fritz Wepper (1941-2024), acteur
- Johanna Wolf (1900-1985), secretaresse
- Raphael Wolf (1988), voetballer
- Paul Wühr (1927-2016), schrijver

## Y
- Volkan Yaman (1982), voetballer

## Z
- Christopher Zeller (1984), hockeyer
- Franz Ziereis (1905-1945), kampcommandant van Mauthausen en oorlogsmisdadiger